# Liste der Baudenkmale in Klein Rogahn
In der Liste der Baudenkmale in Klein Rogahn sind alle Baudenkmale der Gemeinde Klein Rogahn (Landkreis Ludwigslust-Parchim in Mecklenburg-Vorpommern) und ihrer Ortsteile aufgelistet (Stand: Januar 2021).

## Klein Rogahn
| ID | Lage                 | Bezeichnung        | Beschreibung                                                                            | Bild               |
| -- | -------------------- | ------------------ | --------------------------------------------------------------------------------------- | ------------------ |
|    | Am Dorfteich (Karte) | Stillfried-Denkmal | Relief 1912 von Bildhauer Wilhelm Wandschneider für den Schriftsteller Felix Stillfried | Stillfried-Denkmal |

## Ehemalige Baudenkmale

### Groß Rogahn
| ID | Lage           | Bezeichnung                          | Beschreibung | Bild |
| -- | -------------- | ------------------------------------ | ------------ | ---- |
|    | Hauptstraße 14 | Ruine eines Hallenhauses/Rauchhauses | abgerissen   |      |